# 마리 안 샤젤

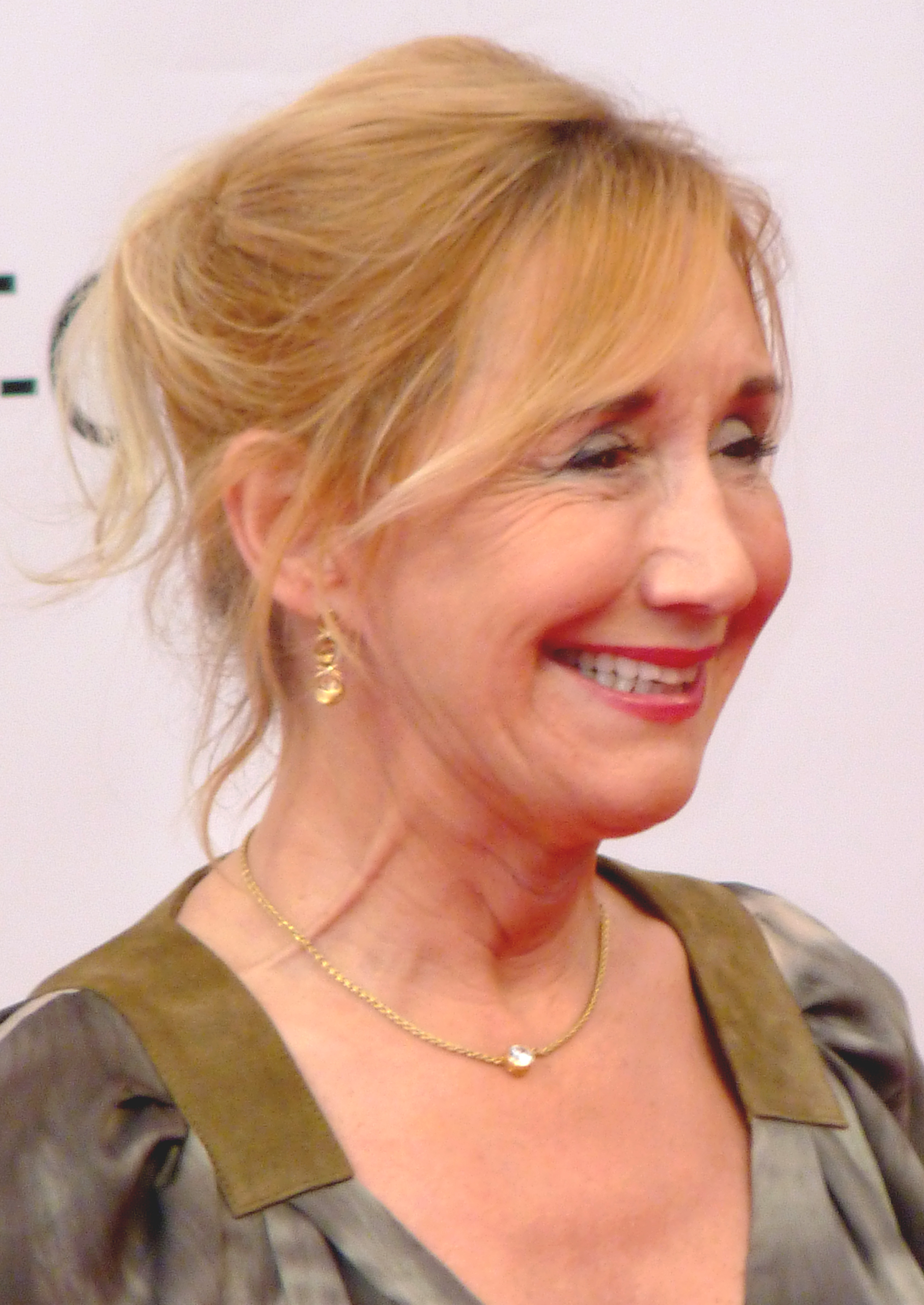

마리 안 샤젤(Marie-Anne Chazel, 1951년 9월 19일 ~ )은 프랑스의 영화 감독, 각본가, 영화배우이다.
가프에서 태어났다.

## 영화
- Ma famille t'adore déjà ! (2016)
- 더 비지터: 리턴즈 (2016년)
- 패니 (2013년)
- 마리우스 (2013년)
- 우물 파는 남자의 딸 (2011, La Fille du puisatier) - 나탈리 역
- 선탠하는 사람들 3 - 인생의 친구들 (2006년)
- 비지터 2 (1998년)
- 엄청난 피곤 (1994년)
- 비지터 (1993년)
- 사랑 만들기(프랑스어판) (1981년)
- 선탠하는 사람들 2 (1979년)
- 프랑스 연인들 (1979년)
- 선탠하는 사람들 (1978년)